# Aeroportul Kongiganak
Aeroportul Kongiganak (IATA: KKH, ICAO: PADY, FAA LID: DUY) este un aeroport din Kongiganak⁠(d), Bethel Census Area⁠(d), Unorganized Borough, Alaska, Alaska, Statele Unite ale Americii ce deservește zona Kongiganak⁠(d). Aeroportul a fost tranzitat în 2019 de 8.282 de pasageri. A fost numit după zona deservită.
Situat la o altitudine de 9 m, aeroportul dispune de 1 pistă. Este operat de Alaska Department of Transportation & Public Facilities⁠(d).

## Infrastructură

### Piste
Aeroportul dispune de o singură pistă. Pista 01/19 are dimensiunile 2.400 picioare × 75 picioare. 